# His Uncle's Wives
His Uncle's Wives è un cortometraggio muto del 1913 diretto da Lawrence Marston.

## Trama
A New York, un pittore scopre di avere ereditato un harem. Il problema che si pone è quello di essere sposato, con una moglie che non approva quel tipo di eredità.

## Produzione
Il film fu prodotto dalla Thanhouser Film Corporation.

## Distribuzione
Distribuito dalla Mutual Film, uscì nelle sale cinematografiche USA il 2 febbraio 1913. Nelle proiezioni, veniva programmato con il sistema dello split reel, accorpato in un'unica bobina con un altro cortometraggio, Seven Ages of an Alligator.
Il film fa parte del fondo della Thanhouser Company Film Preservation Inc.; la copia in pellicola è stata masterizzata e inserita in un cofanetto DVD (in NTSC) dal titolo The Thanhouser Collection, DVD Volumes 10, 11 and 12 (1910-1916) della durata complessiva di 384 minuti che è uscito nel 2009.